# Peperomia leucostachya
Peperomia leucostachya är en pepparväxtart som beskrevs av C. Dc.. Peperomia leucostachya ingår i släktet peperomior, och familjen pepparväxter. Inga underarter finns listade i Catalogue of Life.